# Alexis Arquette
Alexis Arquette (Los Angeles, 1969. július 28. – Los Angeles, 2016. szeptember 11.), amerikai transzszexuális színésznő, aktivista, az Arquette-színészdinasztia tagja.

## Élete és pályafutása
Los Angelesben született Robert Arquette néven, szülei negyedik gyermekeként. Édesanyja Brenda Olivia "Mardi" Nowak színész, költő, színházi operátor, aktivista, tanár és terapeuta, édesapja Lewis Arquette színész és rendező. Édesanyja zsidó, a holokauszt elől menekült Lengyelországból és apja Meriwether Lewis felfedezőtől származtatja magát, aki áttért az iszlám hitre. Apai nagyapja a komikus Cliff Arquette, testvérei szintén színészek Rosanna, Patricia, Richmond és David Arquette. Exsógornője Courteney Cox, aki David felesége volt. 
12 éves korától, 1982-től színészkedett, több mint negyven filmben és sorozatban vállalt szerepet. Filmjeinek többsége alacsony költségvetésű vagy független film, többnyire kisebb, karakterszerepeket vállalt. 
Férfinek született, de nyilvánosan kijelentette, hogy a nemét nőnek tekinti. 2006-ban hormonkezelések után nemváltó műtéten esett át. Robert már gyerekként férfitestbe zárt nőnek gondolta magát. Fiatal felnőttként Eva Destruction művésznéven dolgozott transzvesztitaként, majd később eldöntötte, nőként szeretne élni. Mindenki csak Alexisként ismerte és minden testvére támogatta a döntéseiben. A harmincas évei elején döntött úgy, hogy nemátalakító műtétnek és hormonkezeléseknek veti alá magát.
Kisebb szerepekben rengeteg filmben feltűnt, melyek közül az egyik legismertebb az Adam Sandler és Drew Barrymore főszereplésével készült Nászok ásza (1998). Ebben ő volt az esküvői énekes, aki csak és kizárólag Boy George-ot tud énekelni. Szerepelt videóklipekben, tévés valóságshow-kban és sokáig sztárnak számított a közösségében, amikor néhány éve megromlott az egészségi állapota. A régi HIV fertőzése következtében omlott össze a szervezete, és ezekben az években már ismét férfiruhákba öltözve, férfiként élt. Azt vallotta, hogy bár mindent megtett az átalakulásáért, a biológiát nem tudta legyőzni.

## Halála
1987-ben elkapta az AIDS-et. A HIV fertőzés egyre növekvő szövődményei miatt 2013-ban ismét kórházi kezelésekre szorult, mesterséges kómába helyezték és 2016. szeptember 11-én életét vesztette. A halálát szívinfarktus okozta, ami az AIDS miatt létrejött szívizomgyulladás miatt következett be.

## Filmográfia

### Film
| Év   | Magyar cím                                  | Eredeti cím                              | Szerep                         | Magyar hang          |
| ---- | ------------------------------------------- | ---------------------------------------- | ------------------------------ | -------------------- |
| 1989 | Az utolsó kijárat Brooklyn felé             | Last Exit to Brooklyn                    | Georgette                      | Boros Zoltán         |
| 1990 |                                             | High Score                               | Yago / Freddie                 |                      |
| 1990 |                                             | Gavre Princip – Himmel unter Steinen     | Milan                          |                      |
| 1990 | Az utolsó nyár                              | Terminal Bliss                           | Craig Murphy                   |                      |
| 1991 | Temetői járat                               | Jumpin' at the Boneyard                  | Dan                            | Bor Zoltán           |
| 1992 | Buffy, a vámpírok réme                      | Buffy the Vampire Slayer                 | Vámpír DJ                      |                      |
| 1992 | Egerek és emberek                           | Of Mice and Men                          | Whitt                          | Fekete Zoltán        |
| 1992 | Dzsinn tonik                                | Miracle Beach                            | Lars                           |                      |
| 1993 | Az elveszett brigád                         | Ghost Brigade                            | Dawson tizedes                 | Breyer Zoltán        |
| 1993 |                                             | Grief                                    | Bill                           |                      |
| 1993 |                                             | Jack Be Nimble                           | Jack                           |                      |
| 1994 | Édeshármas                                  | Threesome                                | Dick                           | Szokol Péter         |
| 1994 | Ponyvaregény                                | Pulp Fiction                             | negyedik srác                  | Kálid Artúr          |
| 1994 |                                             | Generation X – Don't do it               | David                          |                      |
| 1995 |                                             | Days of the Pentecost                    | szerelő                        |                      |
| 1995 |                                             | Paradise Framed                          | ismeretlen szerep              |                      |
| 1995 | Frank és Jesse                              | Frank & Jesse                            | Charlie Ford                   | Galambos Péter       |
| 1995 |                                             | Frisk                                    | Punk (3. áldozat)              |                      |
| 1995 | Fekete Amerika                              | White Man's Burden                       | koldus                         |                      |
| 1996 |                                             | Kiss & Tell                              | Amerod Burkowitz               |                      |
| 1996 | Amit sohasem mondtam el neked               | Cosas que nunca te dije                  | Paul                           |                      |
| 1996 | Kárhozottak                                 | Sometimes They Come Back... Again        | Tony Reno                      | Csonka András        |
| 1996 |                                             | Never Met Picasso                        | Andrew Magnus                  |                      |
| 1996 |                                             | Scream, Teen, Scream (rövidfilm)         | Lisa Marie                     |                      |
| 1997 |                                             | Inside Out (rövidfilm)                   | Adam                           |                      |
| 1997 |                                             | Goodbye America                          | Paul Bladon                    |                      |
| 1997 | Azt hiszem, igen!                           | I Think I Do                             | Bob                            |                      |
| 1997 |                                             | Close To (rövidfilm)                     | siketnéma                      |                      |
| 1998 |                                             | Fool's Gold                              | Mark                           |                      |
| 1998 | Nászok ásza                                 | The Wedding Singer                       | George                         |                      |
| 1998 |                                             | Cleopatra's Second Husband               | Alex                           |                      |
| 1998 | Csak nőt ne ölj!                            | Love Kills                               | James                          |                      |
| 1998 |                                             | The Thin Pink Line                       | Mr. Ed                         |                      |
| 1998 | A kukorica gyermekei 5. – A sikolyok földje | Children of the Corn V: Fields of Terror | Greg                           | Seszták Szabolcs     |
| 1998 | Chucky menyasszonya                         | Bride of Chucky                          | Damien                         | Fekete Zoltán        |
| 1999 | A csaj nem jár egyedül                      | She's All That                           | Mitch                          | Kálloy Molnár Péter  |
| 1999 |                                             | Clubland                                 | Steven                         |                      |
| 1999 | Rendőrbosszú                                | Out in Fifty                             | Kim                            |                      |
| 2000 |                                             | Piccadilly Pickups                       | Henri de la Plus Ooh Arrgh     |                      |
| 2000 |                                             | The Price of Air                         | Willy                          |                      |
| 2000 |                                             | Boys Life 3                              | Adam (Inside Out-szegmens)     |                      |
| 2001 |                                             | Perfect Lover                            | Onix                           |                      |
| 2001 |                                             | Audit (rövidfilm)                        | Richard                        |                      |
| 2001 |                                             | Tomorrow by Midnight                     | Sidney                         |                      |
| 2002 |                                             | The Trip                                 | Michael                        |                      |
| 2002 | A por                                       | Spun                                     | bajszos zsaru                  | Csík Csaba Krisztián |
| 2003 |                                             | Killer Drag Queens on Dope               | Ginger (Eva Destruction néven) |                      |
| 2003 | Film az életem                              | The Movie Hero                           | Strange, a vonzó nő            |                      |
| 2003 |                                             | Wasabi Tuna                              | Champagne Anna                 |                      |
| 2005 | Dogtown urai                                | Lords of Dogtown                         | Tranny                         |                      |
| 2010 |                                             | Here & Now                               | Ramona                         |                      |
| 2010 | Bikinis bombázók bevetésen                  | Hard Breakers                            | Ms. Independence               |                      |
| 2013 | Újra a nulláról                             | Getting Back to Zero                     | Judy                           | Mohácsi Nóra         |
| 2013 |                                             | Tranzloco                                | Alexis                         |                      |
| 2014 | Kavarás                                     | Blended                                  | Georgina                       |                      |
| 2015 |                                             | Playing the Straight Man (rövidfilm)     | Alexis                         |                      |

### Televízió
| Év        | Magyar cím                | Eredeti cím                                    | Szerep            | Megjegyzések                                 |
| --------- | ------------------------- | ---------------------------------------------- | ----------------- | -------------------------------------------- |
| 1989      |                           | Alien Nation                                   | John Barrymore    | 1 epizód                                     |
| 1991      |                           | American Playhouse                             | Werner Hauser     | 1 epizód                                     |
| 1994      |                           | Lies of the Heart: The Story of Laurie Kellogg | Denver McDowell   | tévéfilm                                     |
| 1995      | Halálos hétvége           | Dead Weekend                                   | McHacker          | - tévéfilm - magyar hangja: - F. Nagy Zoltán |
| 1995      | Roseanne                  | Roseanne                                       | ismeretlen szerep | 1 epizód                                     |
| 1999      | Las Vegas – A bűnös város | The Strip                                      | Cleo              | 3 epizód                                     |
| 1999–2000 |                           | Beggars and Choosers                           | Larry / Lola      | 5 epizód                                     |
| 2000      |                           | Felicity                                       | Jim               | 1 epizód                                     |
| 2000–2001 | Jóbarátok                 | Friends                                        | pincér / vásárló  | 2 epizód                                     |
| 2001      | Xena: A harcos hercegnő   | Xena: Warrior Princess                         | Caligula          | 1 epizód                                     |
| 2001      | Tengerparti fenegyerek    | Son of the Beach                               | Beverly           | 1 epizód                                     |
| 2005      | Élve vagy halva           | Wanted                                         | Paula             | 1 epizód                                     |
| 2008      | Kaliforgia                | Californication                                | hölgy a börtönben | 1 epizód                                     |

## Fordítás
- Ez a szócikk részben vagy egészben  az   Alexis Arquette című angol Wikipédia-szócikk fordításán alapul.  Az eredeti cikk szerkesztőit annak laptörténete sorolja fel. Ez a jelzés csupán a megfogalmazás eredetét és a szerzői jogokat jelzi, nem szolgál a cikkben szereplő információk forrásmegjelöléseként.